# Музей современного искусства Республики Сербской
Музе́й совреме́нного иску́сства Респу́блики Се́рбской (серб. Музеј савремене умјетности Републике Српске) — художественная галерея, главное музейное учреждение современного искусства Республики Сербской. Работает с 2004 года в городе Баня-Лука, Босния и Герцеговина, в здании бывшего железнодорожного вокзала на площади Сербских героев. Музей посвящён сохранению культурного наследия Республики Сербской XX и XXI веков, осуществляет художественные выставки работ современного искусства.

## История возникновения
Начало музею положило сильное землетрясение, произошедшее в 1969 году и приведшее к повреждению большинства зданий Баня-Луки. Тогда было решено провести благотворительный аукцион из пожертвованных художниками произведений искусства, а полученные средства направить на восстановление города. Акция оказалась успешной, в ней приняли участие многие современные художники и искусствоведы не только Югославии, но и зарубежья — коллекция собрала более 600 работ со всего мира.
В итоге аукцион так и не состоялся, поскольку финансирование восстановительных работ в достаточной мере осуществлялось из других источников. Коллекция, как символ солидарности художников всего мира с пострадавшим городом, была сохранена, а в 1971 году специально для неё в центе города открыли художественную галерею, в здании бывшего железнодорожного вокзала на площади Сербских героев. В 2004 году галерею переименовали в Музей современного искусства Республики Сербской. Со дня основания вход в музей — бесплатный.

## Коллекция музея
Музей включает преимущественно работы югославских авторов второй половины XX века, хотя в коллекции есть и произведения иностранных авторов, произведения других временных периодов, но уже в значительно меньшем количестве. Состав работ неоднороден, в экспозициях присутствуют живопись, скульптура, графика, различные инсталляции, фотографии, кинетические объекты, видео и т. п. Фонд музея подразделён на три составляющие: боснийско-герцеговинское искусство, искусство бывшей Югославии, коллекция мирового искусства. Всего насчитывается более 1500 экспонатов.
Помимо собственно произведений искусства, в специальном отделе музей также хранит множество дополнительных вспомогательных материалов, связанных с теми или иными явлениями, мероприятиями, авторами, памятными событиями. Это всевозможная документация, публикации художников, библиотека книг, журналов и брошюр художественной направленности.